# Les Salles-sur-Verdon
Les Salles-sur-Verdon é uma comuna francesa na região administrativa da Provença-Alpes-Costa Azul, no departamento de Var. Estende-se por uma área de 4.97 km². Em 2010 a comuna tinha 240 habitantes (densidade: 48,3 hab./km²).

## História
A histórica localidade de Salles–sur-Verdon ficou submersa em 1974 devido à construção de uma barragem.
Todas as casas foram destruídas, a igreja foi dinamitada. Salvaram-se os sinos da igreja e algumas pedras provenientes da fonte e do lavadouro público. A reconstrução de Salles-sur-Verdon ficou a cargo dos próprios habitantes que fizeram renascer a aldeia com o dinheiro das indemnizações.
Em Maio de 2005, a aldeia da Luz (Mourão) e Les Salles-sur-Verdon tornaram-se irmãs.